# Lophiodes kempi
Lophiodes kempi är en fiskart som först beskrevs av Norman, 1935.  Lophiodes kempi ingår i släktet Lophiodes och familjen marulksfiskar. Inga underarter finns listade i Catalogue of Life.